# 缸窑区
缸窑区，旧区名。是中华人民共和国河北省唐山市的一个行政区。

## 沿革
1955年，由唐山市第五区改置，称缸窑区，在今河北省唐山市区东部。1956年10月，路北区、缸窑区与路南区撤销合并，并入唐山市区。